# Róger Espinoza
Róger Anibal Espinoza Ramírez (* 25. Oktober 1986 in Puerto Cortés) ist ein honduranischer Fußballspieler.

## Vereinskarriere
Espinoza erlernte das Fußballspiel auf den Straßen der honduranischen Küstenstadt Puerto Cortés, spielte aber nicht in einem Verein. Im Alter von zwölf Jahren zog er mit seinen Eltern und Geschwistern in die Vereinigten Staaten nach Denver. Gefördert vom früheren MLS-Profi Rafael Amaya führte Espinoza die Fußballmannschaft der Regis Jesuit High School 2003 und 2004 in das Halb- bzw. Viertelfinale der Staatsmeisterschaft von Colorado, ebenfalls 2004 gewann er mit der Auswahl des Colorado Olympic Development Program die landesweite Meisterschaft. Anschließend spielte er zwei Jahre für das Yavapai College in der National Junior College Athletic Association (in der Saisonpause 2006 zudem im Herrenbereich für die Arizona Sahuaros) und wechselte 2007 an die Ohio State University. Auch dort gehörte er zu den Leistungsträgern, gewann mit dem Collegeteam die Big Ten Conference und erreichte das landesweite Meisterschaftsfinale, in dem man dem Team der Wake Forest University mit 1:2 unterlag. Da er nach einem Jahr am College noch nicht für den MLS-Draft teilnahmeberechtigt gewesen wäre, entschied er sich für einen Generation-Adidas-Vertrag und nahm daraufhin am MLS SuperDraft 2008 teil.
Espinoza wurde von den Kansas City Wizards (heute Sporting Kansas City) ausgewählt und kam er in seiner ersten Profisaison überwiegend im linken Mittelfeld zu 22 Ligaeinsätzen. In seiner zweiten Spielzeit brachte er es, bedingt durch seine Turnierteilnahmen mit dem Nationalteam, auf 16 Spiele, sechsmal davon stand er in der Startaufstellung. Zur Saison 2010 zog ihn Trainer Peter Vermes auf die Linksverteidigerposition zurück, wo er seither als Stammspieler agiert.
Anfang Januar 2013 wechselte Espinoza zum englischen Erstligisten Wigan Athletic. Er unterschrieb einen Vertrag bis Ende Juni 2015. Dort kam er in der Saison 2012/13 auf 12 Premier-League-Einsätze; 2013/14 spielte er nach dem Abstieg seines Vereins 18-mal in der Football League Championship.

## Nationalmannschaft
Espinoza wurde von Nationaltrainer Reinaldo Rueda für den UNCAF Nations Cup 2009 erstmals in die honduranische Nationalmannschaft berufen. Im Turnierverlauf kam Espinoza zu drei Einsätzen, beim 1:0-Erfolg im Spiel um Platz 3 gegen El Salvador erzielte er zudem seinen ersten Länderspieltreffer. Wenige Monate später gehörte er auch beim CONCACAF Gold Cup 2009 zum Kader, kam beim Erreichen des Halbfinals in allen fünf Partien zum Einsatz und erzielte einen Treffer beim 4:0-Vorrundenerfolg gegen Grenada. Im offiziellen Turnierbericht wird Espinoza als einer von drei „herausragenden“ Spielern seines Teams geführt, war nach Meinung der Technischen Studiengruppe die „ideale Ergänzung zu Carlo Costly und Walter Martínez“, „half im Mittelfeld und der Abwehr aus“ und „verschaffte sich Freiräume um anspielbar zu sein“.
Im Mai 2010 nominierte Rueda den Mittelfeldakteur in das 23-köpfige Aufgebot für die Fußball-Weltmeisterschaft 2010 in Südafrika, bei welcher Espinoza in den Spielen gegen Chile und Spanien zum Einsatz kam. Auch für die Fußball-Weltmeisterschaft 2014 in Brasilien wurde er wieder nominiert.